# آرون داگلاس
آرون داگلاس (انگلیسی: Aaron Douglas؛ زادهٔ ۲۳ اوت ۱۹۷۱) بازیگر اهل کانادا است. وی از سال ۱۹۹۸ میلادی تاکنون مشغول فعالیت بوده‌است.

## گزیدهٔ آثار

### سینما
- روزی که دنیا از حرکت بازماند (۲۰۰۸)
- مقصد نهایی ۲ (۲۰۰۳)
- فیلم لیزی مک‌گوایر (۲۰۰۳)

### تلویزیون
- پرونده‌های اکس (۲۰۱۶)
- کشتار (۲۰۱۳)
- ناوبر فضایی گالاکتیکا[۲] (۲۰۰۹)
- اسمالویل (۲۰۰۷ و ۲۰۰۲)
- دروازه ستارگان اس‌جی-۱ (۲۰۰۲ و ۲۰۰۰)

### بازی‌های ویدئویی
- سگ‌های نگهبان (۲۰۱۴)
- خیزش مرگ ۳ (۲۰۱۳)